# 柯培元
柯培元（？—？），山東胶州人，清朝政治人物，清嘉慶二十三年（1818年）舉人，道光十五年（1835年）十一月署噶瑪蘭廳同知，以熟番歌描述清治下漢人欺壓台灣原住民而聞名。

## 生平
柯培元曾于道光十四年，接替彭衍堂任龙岩州知州一职。
- 蘭廳開考

道光十五年時任噶瑪蘭廳同知柯培元向臺灣道府為噶瑪蘭的「學校」陳情，曰「竊惟人文不囿於山川，而士氣端資於培植」，自嘉慶十七年（1812年）清朝設置噶瑪蘭廳，楊廷理為首任噶瑪蘭廳通判，創建仰山書院於廳治西面文昌宮左側（今宜蘭市文昌廟），二十餘年「按期考課」，入書院肄業者陸續已有240餘名，蘭廳開考的資格實綽綽有餘。

## 文學
- 熟番歌 : 選自《噶瑪蘭志略》，描繪清朝統治下的台灣平埔族人，飽受漢人欺凌的悲慘世界，充斥「強凌弱，眾暴寡」野蠻行徑，目睹清治下平埔族人遭漢人詐取豪奪土地之慘況，詞中深表同情。 [7]

人畏生番猛如虎，人欺熟番賤如土。強者畏之賤者欺，無乃人心太不古。熟番歸化勤躬耕，荒埔將墾唐人爭。唐人爭去餓且死，翻悔不如從前生。傳聞城中賢父母，走向城中崩厥首。啁啾磔格無人通，言不分明畫以手。訴未終，官若聾。竊窺堂，有怒容。堂上怒，呼杖具。杖畢垂頭聽官諭：「嗟爾番，爾何言，爾與唐人皆赤子，讓耕讓畔胡弗聞。」吁嗟乎﹗生番殺人漢奸誘，熟番獨被漢人醜，為父母者慮其後。

## 著作
- 噶瑪蘭志略